# Hauffenia kerschneri
Hauffenia kerschneri é uma espécie de gastrópode da família Hydrobiidae.
É endémica de Austria.